# Moldavie au Concours Eurovision de la chanson 2010
La Moldavie a participé au Concours Eurovision de la chanson 2010.

## Demi-finale 1
| #  | Artiste                       | Chanson                |
| -- | ----------------------------- | ---------------------- |
| 1  | Mihai Teodor                  | "Ai-Ai-Ai"             |
| 2  | Corina Cuniuc & Denis Latâșev | "Forever"              |
| 3  | Doinița Gherman               | "Meloterapia"          |
| 4  | SunStroke Project & Olia Tira | "Run Away"             |
| 5  | Millenium                     | "Before You Go"        |
| 6  | Marcel Rosca                  | "If Love Is The Thing" |
| 7  | Nicoleta Gavrilita            | "De tristețe"          |
| 8  | Dyma                          | "Manipulate"           |
| 9  | JJ Jazz                       | "So Many Questions"    |
| 10 | Todo                          | "Dance 4 Life"         |
| 11 | Eugen Doibani                 | "Love Sweet Love"      |
| 12 | Monkey Mind & Daniela         | "Smile"                |
| 13 | Dana Marchitan                | "Day and Night"        |
| 14 | Constantinova & Fusu          | "The Robbery"          |
| 15 | Carolina Gorun                | "Addicted"             |

## Demi-finale 2
| #  | Artiste           | Chanson                |
| -- | ----------------- | ---------------------- |
| 1  | Boris Covali      | "No Name"              |
| 2  | Pavel Turcu       | "Imn Eurovision"       |
| 3  | Gloria            | "I'm Not Alone"        |
| 4  | Pasha             | "You Should Like"      |
| 5  | Alexandru Manciu  | "Rămîi lîngă mine"     |
| 6  | Mariana Mihaila   | "Say I'm Sorry"        |
| 7  | Vitalie Toderascu | "Ti-auduci aminte"     |
| 8  | Gicu Cimbir       | "Cine sunt eu"         |
| 9  | Irina Tarasiuc    | "Lucky Star"           |
| 10 | Cristy Rouge      | "Don't Break My Heart" |
| 11 | Veronica Lupu     | "Poza ta"              |
| 12 | Valeria Tarasova  | "See You Soon"         |
| 13 | MBeyline          | "Never Step Back"      |
| 14 | Brand             | "S.O.S."               |
| 15 | Cristina Croitor  | "My Heart"             |

## Finale
| #  | Artiste                         | Chanson            | Jury | Televote | Total | Place |
| -- | ------------------------------- | ------------------ | ---- | -------- | ----- | ----- |
| 1  | Doinița Gherman                 | "Meloterapia"      | 0    | 5        | 5     | 10    |
| 2  | Valeria Tarasova                | "See You Soon"     | 5    | 1        | 6     | 9     |
| 3  | SunStroke Project and Olia Tira | "Run Away"         | 12   | 12       | 24    | 1     |
| 4  | Pasha                           | "You Should Like"  | 10   | 7        | 17    | 3     |
| 5  | Dyma                            | "Manipulate"       | 2    | 4        | 6     | 7     |
| 6  | Pavel Turcu                     | "Imn Eurovision"   | 0    | 6        | 6     | 6     |
| 7  | Eugen Doibani                   | "Love Sweet Love"  | 1    | 3        | 4     | 11    |
| 8  | Boris Covali                    | "No Name"          | 9    | 0        | 9     | 5     |
| 9  | Carolina Gorun                  | "Addicted"         | 0    | 0        | 0     | 13    |
| 10 | Gicu Cimbir                     | "Cine sunt eu"     | 3    | 0        | 3     | 12    |
| 11 | Millenium                       | "Before You Go"    | 7    | 10       | 17    | 2     |
| 12 | Cristina Croitoru               | "My Heart"         | 6    | 9        | 15    | 4     |
| 13 | Monkey Mind and Daniela         | "Smile"            | 0    | 0        | 0     | 13    |
| 14 | Alexandru Manciu                | "Rămîi lîngă mine" | 4    | 2        | 6     | 8     |